# День мобилизации преподавателей в Иране
День мобилизации преподавателей (перс. روز بسیج اساتید или روز بسیج استادان‎) — иранский праздник, который ежегодно отмечается 20/21 июня (31 хордада по иранскому календарю).

## Мостафа Чамран
История этого праздника неразрывно связана с личностью Мостафы Чамрана Савехи — иранского ученого, государственного и военного деятеля. День мобилизации учителей совпадает с датой его смерти 20 июня 1981 года. Мостафа Чамран был министром обороны Ирана сразу после Исламской революции (1980—1981 годы), а также командующим иранскими солдатами в ирано-иракской войне 1980—1988 годов. Он был убит в боевых действиях в деревне Дехлавие, провинция Хузестан, Иран.
В Иране Мостафа Чамран глубоко почитается как символ идеологически и революционно настроенного мусульманина, который оставил академическую карьеру и престижные должности (он был профессором Калифорнийского университета в США) и мигрировал в Иран, чтобы помочь мусульманским военным силам в Палестине, Ливане и Египте (он был главой партизанских отрядов). Кроме того, он участвовал в Исламской революции и стоял у истоков движения «Амаль» на юге Ливана.

## Мобилизация преподавателей
Организация мобилизации преподавателей университетов и научно-исследовательских центров Ирана (перс. سازمان بسیج اساتید دانشگاه‌ها و مراکز آموزش عالی و پژوهشی ایران‎) — организация, объединяющая лучших преподавателей вузов Ирана. Зачатки организации появились во время ирано-иракской войны. Лучшие преподаватели иранских университетов предпринимали различные действия для разработки новых средств, которые могли бы помочь иранской армии освободить страну от противника.
После войны деятели полуофициальной организации встретились в 1998 году — первая конференция общества была посвященная Мостафе Чамрану.
20 декабря 2001 года Организация мобилизации преподавателей была утверждена местными властями, а спустя месяц ее официально утвердил президент Ирана.